# Guy Bélanger (Bischof)
Guy Bélanger (* 24. Januar 1928 in Salaberry-de-Valleyfield; † 15. Oktober 1975 in Ahuntsic-Cartierville) war ein kanadischer römisch-katholischer Geistlicher und Bischof von Valleyfield. 

## Leben
Guy Bélanger empfing am 19. Mai 1951 das Sakrament der Priesterweihe für das Bistum Valleyfield.
Er engagierte sich in der Katholischen Aktion des Bistums und lehrte am Priesterseminar des Bistums, dessen Regens er bis zu seiner Ernennung zum Bischof war.
Papst Paul VI. ernannte ihn am 17. Oktober 1969 zum Bischof von Valleyfield. Der Apostolische Pro-Nuntius in Kanada, Erzbischof Emanuele Clarizio, spendete ihm am 23. November desselben Jahres die Bischofsweihe. Mitkonsekratoren waren der Erzbischof von Montréal, Paul Grégoire, und sein Amtsvorgänger als Bischof von Valleyfield, Thomas-Percival Caza.
Als Bischof bemühte er sich um einen kollegialen Leitungsstil und um die Zusammenarbeit mit den anderen kanadischen Bischöfen. Er unternahm 1971 eine Pastoralreise nach Lateinamerika und besuchte 1973 Vietnam während des Krieges. 1974 nahm er am ersten Ad-limina-Besuch der kanadischen Bischöfe in Rom teil.
Nachdem er Vorzeichen einer Überlastung nicht beachtet hatte, starb er im Alter von nur 47 Jahren an den Folgen eines Herzinfarkts.